# Duchessespets
Duchessespets är en spetstyp som ursprungligen tillverkades i Belgien. Det karakteristiska för denna spetstyp är de enkla motiven av blommor (oftast rosor) sammanfogade i flätor. Spetsarna användes bland annat som dekoration på kläder och kyrkotextilier. Namnet kommer från drottning Maria Henrietta av Belgien som var hertiginna (duchesse) när hon namngav spetsen.